# Regione dei Popoli Etiopi del Sud-Ovest
La Regione dei Popoli Etiopi del Sud-Ovest è una regione (kililoch) dell'Etiopia sud-occidentale. Essa è stata separata dalla Regione delle Nazioni, Nazionalità e Popoli del Sud, a seguito di un referendum, il 23 novembre 2021.
Confina a nord-ovest con la regione di Gambela, a nord, ovest e sud-est con la regione di Oromia, e a est con la regione di Sidama. A sud ha un confine internazionale con il Kenya e a ovest con il Sudan del Sud.

## Geografia fisica
La regione confina a nord-ovest con la Regione di Gambela, a nord con la Regione di Oromia, a est con la Regione delle Nazioni, Nazionalità e Popoli del Sud e a sud con il Triangolo di Ilemi, territorio conteso fra Kenya e Sudan del Sud.
Il fiume più grande e importante è l'Omo, che costituisce la maggior parte del confine con la Regione delle Nazioni, Nazionalità e Popoli del Sud.

## Monumenti e luoghi d'interesse

### Aree naturali
- Parco nazionale di Chebera Churchura, un parco nazionale situato all'interno del ramo occidentale della Rift Valley, a nord del fiume Omo.

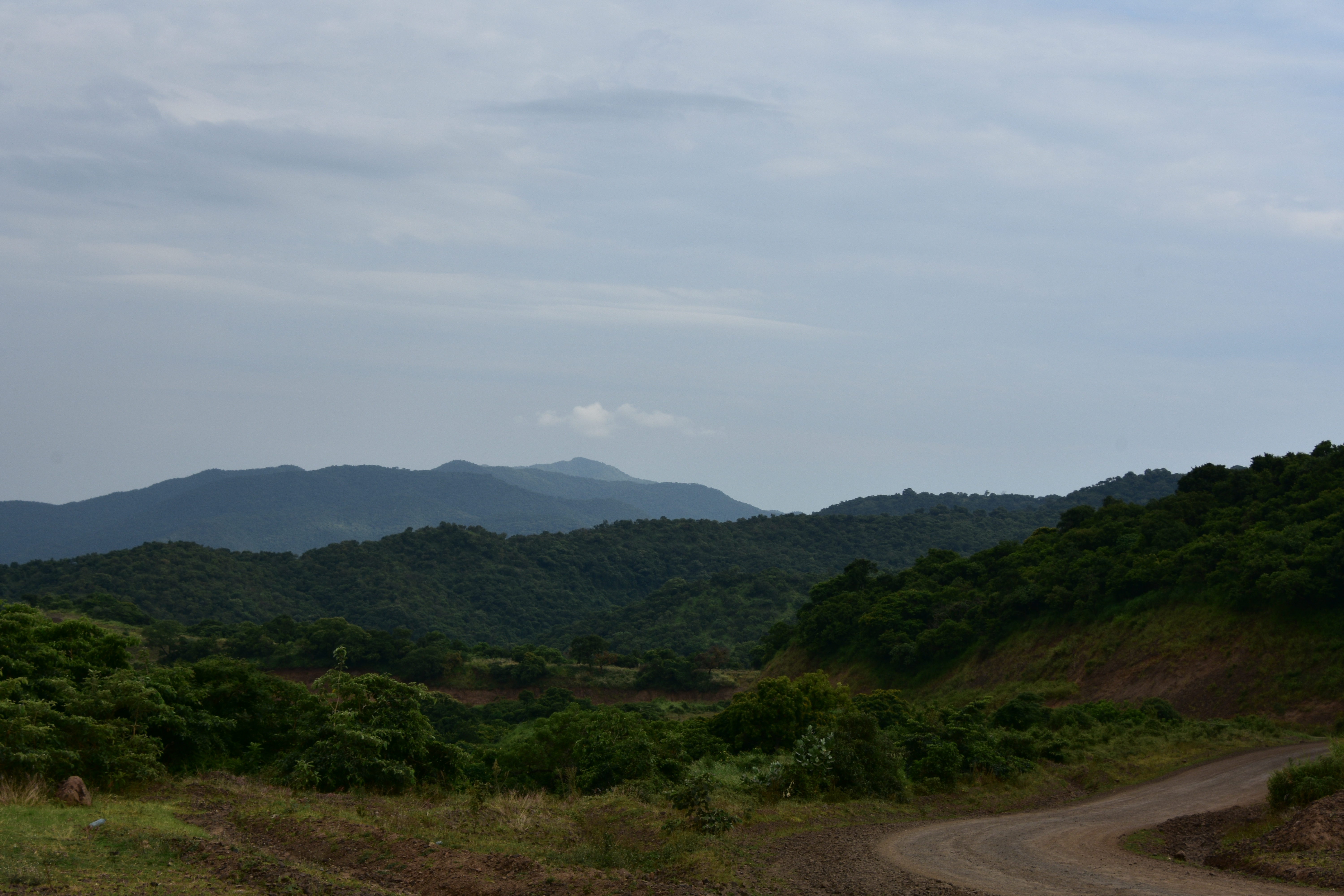
Parco nazionale di Mago - 2016

- Parco nazionale di Mago è un parco nazionale etiope, istituito nel 1971.
- Parco nazionale dell'Omo, un parco nazionale situato nel sud-ovest della regione, presso il confine con il Sudan del Sud e il Kenya. Istituito nel 1959, è il più antico parco nazionale dell'Etiopia.

## Società

### Evoluzione demografica
Da una stima redatta dallo United Nations Geographic Information Working Group (UNGIWG) e pubblicata nel 2007, la popolazione risulta essere costituita da 2 300 000 abitanti.

## Lingue
Nonostante la diffusione dell'Amarico, la maggior parte degli alunni sostiene i primi otto anni di istruzione primaria nella propria lingua madre, mentre tutta l'istruzione secondaria e superiore si svolge in lingua inglese.

## Geografia antropica

### Suddivisioni amministrative
La regione, istituita nel 2021, è divisa in 5 zone amministrative e 1 woreda speciale:
- Bench Sheko
- Dawuro
- Kefa
- Mirab Omo
- Sheka

Di seguito è indicato il woreda speciale:
- Konta (woreda speciale)